# Istro il Callimacheo
Istro detto il Callimacheo (in greco antico: Ἴστρος ὁ Καλλιμάχειος?, Ístros ho Kallimácheios; Pafo, ... – Alessandria, ...; fl. III secolo a.C.) è stato uno storico greco antico attivo nel III secolo a.C., probabilmente nativo di Pafo. Fu allievo di Callimaco e lavorò presso la Biblioteca di Alessandria.

## Biografia
Il lessico bizantino Suda informa che Istro fu uno scrittore (συγγραφεύς) e che fu schiavo (δοῦλος) e allievo (γνώριμος) di Callimaco. La stessa fonte, in un passo verosimilmente corrotto, asserisce che Istro sarebbe stato figlio di Menandro, nipote di Istro, e Cireneo o Macedone. Sulla base della testimonianza di Ermippo di Berito, la Suda informa inoltre che Istro sarebbe nato a Pafo. Dunque, probabilmente, essendo in qualche modo scolaro di Callimaco, nacque forse l'idea che fosse anche suo conterraneo, mentre Plutarco e Ateneo di Naucrati lo definiscono rispettivamente alessandrino (Ἀλεξανδρεύς) e callimacheo (Καλλιμάχειος).

## Opere
La Suda afferma che Istro scrisse molto, sia in prosa che in poesia, ma delle sue opere restano solo 77 frammenti.
Alla tradizione della storiografia locale si rifacevano soprattutto gli Attikà (Ἀττικά), che secondo Jacoby non erano una Atthis nel senso proprio del termine, bensì una sorta di «digesto», cioè una raccolta di materiali tratti dalle Atthides precedenti e riuniti per offrire uno strumento di lavoro utile ai cultori delle tradizioni ateniesi.
Secondo lo studioso, però, l'opera non andrebbe intesa come una semplice collezione di estratti («Exzerptenwerk»), ma come una rassegna critica delle numerose varianti attidografi che, all'interno della quale gli argomenti dovevano essere organizzati su base cronologica, limitatamente però all'età mitica o alla cosiddetta archaiologia, perché principalmente questi erano gli interessi di un erudito alessandrino e dei suoi potenziali lettori.
Seguivano, poi, gli Argolikà (Ἀργολικά) e gli Eliakà (Ἠλιακά). Di carattere erudito-antiquario erano, con specifico riferimento a culti e feste, Raccolta delle feste cretesi (Συναγωγὴ τῶν Κρητικῶν θυσιῶν), Sugli agoni per Elio (Περὶ τῶν Ἡλίου ἀγώνων), Le epifanie di Apollo (Ἀπόλλωνος ἐπιφάνειαι), Le epifanie di Eracle (Ἡρακλέους ἐπιφάνειαι). Ancora di carattere più antiquario erano, probabilmente, Sui poeti lirici (Περὶ μελοποιῶν, da cui deriverebbero alcuni frammenti biografici su Sofocle citati da un bios anonimo) e le Repliche contro Timeo (Πρὸς Τίμαιον ἀντιγραφαί). Istro si occupò, inoltre, anche dell'Egitto, componendo Le colonie degli Egizi (Αἰγυπτίων ἀποικίαι) e Sulla città di Tolemaide (Περὶ Πτολεμαΐδος).
Infine, di carattere miscellaneo dovevano essere gli Àtakta (Ἄτακτα), i Sỳmmikta (Σύμμικτα) e gli Hypomnḕmata (Ὑπομνήματα).